# أرماند غودوي
أرماند غودوي (بالفرنسية: Armand Godoy)‏ هو شاعر فرنسي وكوبي، ولد في 1 أبريل 1880 في هافانا في كوبا، وتوفي في 11 مارس 1964 في لوزان في سويسرا.